# Teluk Payo
Teluk Payo is een bestuurslaag in het regentschap Banyuasin van de provincie Zuid-Sumatra, Indonesië. Teluk Payo telt 1980 inwoners (volkstelling 2010).